# Alejandra Benítez
Alejandra Jhonay Benítez Romero (Caracas, Venezuela; 7 de julio de 1980) es una política, odontóloga, modelo y esgrimista olímpica venezolana. Fue ministra del Deporte de Venezuela. Además, diputada en la Asamblea Nacional (2010-2016).

## Biografía

### Formación académica
Obtuvo el título de odontóloga en el 2006 en la Universidad Central de Venezuela. Además, ha sido modelo para varios periódicos y revistas nacionales.

### Carrera deportiva
Durante su carrera deportiva ha obtenido numerosos títulos entre los más destacados están: Campeona Mundial Junior por equipos Dijon- Francia 99, bronce Campeonato Mundial Junior por equipos South Bend- USA 2000, Campeona Copa Mundial adulto La Habana 2005, bronce Copa mundial adulto Koblenz- Alemania 2008, Subcampeona Panamericana Sto. Domingo 2003 y Guadalajara 2011. Ha participado en los Juegos Olímpicos de Atenas 2004, Pekín 2008 Londres 2012. y Juegos Olímpicos de Río de Janeiro 2016.

### Carrera política
Benítez también hace vida dentro de la política de su país, fue nombrada Diputada Suplente ante la Asamblea Nacional por la región capital hasta enero del 2016.
El 21 de abril de 2013, el presidente venezolano Nicolás Maduro, en cadena nacional, anunció que Alejandra pasaría a dirigir el Ministerio del Poder Popular para el Deporte, finalizando su periodo en enero del 2014.
En octubre de 2013 Benítez reconoció un fraude millonario con dólares de CADIVI, en la aprobación de divisas para deportistas del motor a través de trámites en los que fue falsificada su firma.
Es parte de la Unión Nacional de Mujeres UNAMUJER en su país y lucha por la igualdad de condiciones de las mujeres dentro del deporte.[cita requerida]
Benítez es miembro activa del Partido Socialista Unido de Venezuela (PSUV) de la Región Capital (Caracas/Dtto. Capital) donde se ha desempeñado en diversas labores organizativas y de formación.